# Astroloba bullulata
Astroloba bullulata là một loài thực vật có hoa trong họ Măng tây. Loài này được (Jacq.) Uitewaal mô tả khoa học đầu tiên năm 1947.